# Lavender (stacja metra)
Lavender – podziemna stacja Mass Rapid Transit (MRT) w Singapurze, która jest częścią East West Line. Stacja znajduje się między Bugis i Kallang.